# Sharknado 2 - A volte ripiovono
Sharknado 2 - A volte ripiovono (Sharknado 2: The Second One) è un film per la televisione del 2014 diretto da Anthony Ferrante e prodotto e distribuito dallo studio The Asylum.
È stato trasmesso per la prima volta negli Stati Uniti sul canale Syfy il 30 luglio 2014. In Italia è stato distribuito da Minerva Pictures in DVD col titolo Sharknado 2, e successivamente trasmesso in televisione come Sharknado 2 - A volte ripiovono.
È il secondo film della serie di Sharknado, sequel di Sharknado. Nel cast vi sono Tara Reid e Ian Ziering che riprendono i loro ruoli dal primo film, nonché Kelly Ripa e Michael Strahan nei panni di loro stessi. Sono presenti anche Judd Hirsch nella parte del taxista, Wil Wheaton e Erin Ziering (moglie del protagonista Ian Ziering) come passeggeri dell'aereo.

## Trama
L'evento dello Sharknado di Los Angeles, in cui diversi tornado e trombe d'acqua sollevarono degli squali in aria e scaraventandoli sulla città, sta per ripetersi a New York, dove i protagonisti del film precedente si sono recati per la promozione di un libro di April. Dopo che April e Fin sono sopravvissuti ad un incidente aereo, distrutto dalle fauci degli squali in seguito al passaggio dell'aereo in mezzo ad una tempesta, i due si recano a New York per trovare la loro famiglia, recatasi in città con degli amici, e trarla in salvo dalla nuova "invasione".
Dopo aver portato April in ospedale, la quale ha perso la mano a causa del morso di uno squalo, Fin prende un taxi per dirigersi in città. Appena giunge trova Skye, sua vecchia amica, ma gli squali stanno già cadendo sulla città e seminano morte. Fin, Skye e il taxista Ben si difendono con varie armi improvvisate e si dirigono verso la metropolitana.
Il gruppo di Ellen prende il traghetto per Manhattan, ma uno squalo salta sul ponte e uccide Chrissie in viaggio. Le tre donne rimaste fuggono verso la città, ma la testa della Statua della Libertà viene distrutta dalle tempesta e rotola sulla città.
Le inondazioni nella metropolitana mettono  in pericolo il gruppo di Fin quando il treno viene inseguito da squali. Brian viene ucciso, ma gli altri riescono a fuggire. Fin chiama Ben a prenderli, e vanno alla ricerca di armi ed esplosivi. Essi si armano, ma il taxi viene catturato in un diluvio. Fin, Skye, Vaughn, e Martin si salvano, ma Ben viene ucciso.
Due sharknado stanno convergendo in una potente tempesta direttamente sopra l'hotel dove Fin e April avevano intenzione di rimanere. Arrivati in albergo, Fin e Skye vanno sul tetto per fermare i tornadi con le loro bombe improvvisate. Polly muore a causa di uno squalo balena, ma Ellen e Mora raggiungono con successo l'hotel, e si ricongiungono con Martin e Vaughn. Fin e Skye lanciano le bombe nei tornado, ma la tempesta è troppo fredda e per questo l'esplosione non è efficace. Uscendo, ritrovano il resto dei Brody.
Nel frattempo, April esce dall'ospedale e si dirige grazie ad un camion dei pompieri dal gruppo, diretto in cima all'Empire State Building, dove un terzo tornado si fonde con gli altri due. Fin parla ai newyorkesi invitandoli ad armarsi e lottare contro gli squali quando cadranno dal cielo dopo che lui farà esplodere un serbatoio di Freon in cima dell'edificio collegandolo al parafulmine della struttura, congelando la tempesta. Lui, Skye e April attuano il piano, che si rivela un successo, ma Skye e Fin vengono catturati nella tempesta. Due squali uccidono Skye, mentre Fin si fa strada tra i predatori a suon di motosega. Inoltre, come nel film precedente, Fin si butta tra le fauci di uno squalo bianco, per poi uscirne illeso aprendogli il ventre: così facendo rivela di aver recuperato la mano di April. Dopo aver fatto fuori gli squali rimasti, la città è salva. Fin toglie l'anello dalla mano mozzata di April proponendole un nuovo matrimonio, e lei accetta.

## Promozione
La tagline del film è "A volte ripiovono" (in originale Shark Happens!), poi usato come sottotitolo per la trasmissione in TV.